# Manhattan Beach (Brooklyn)

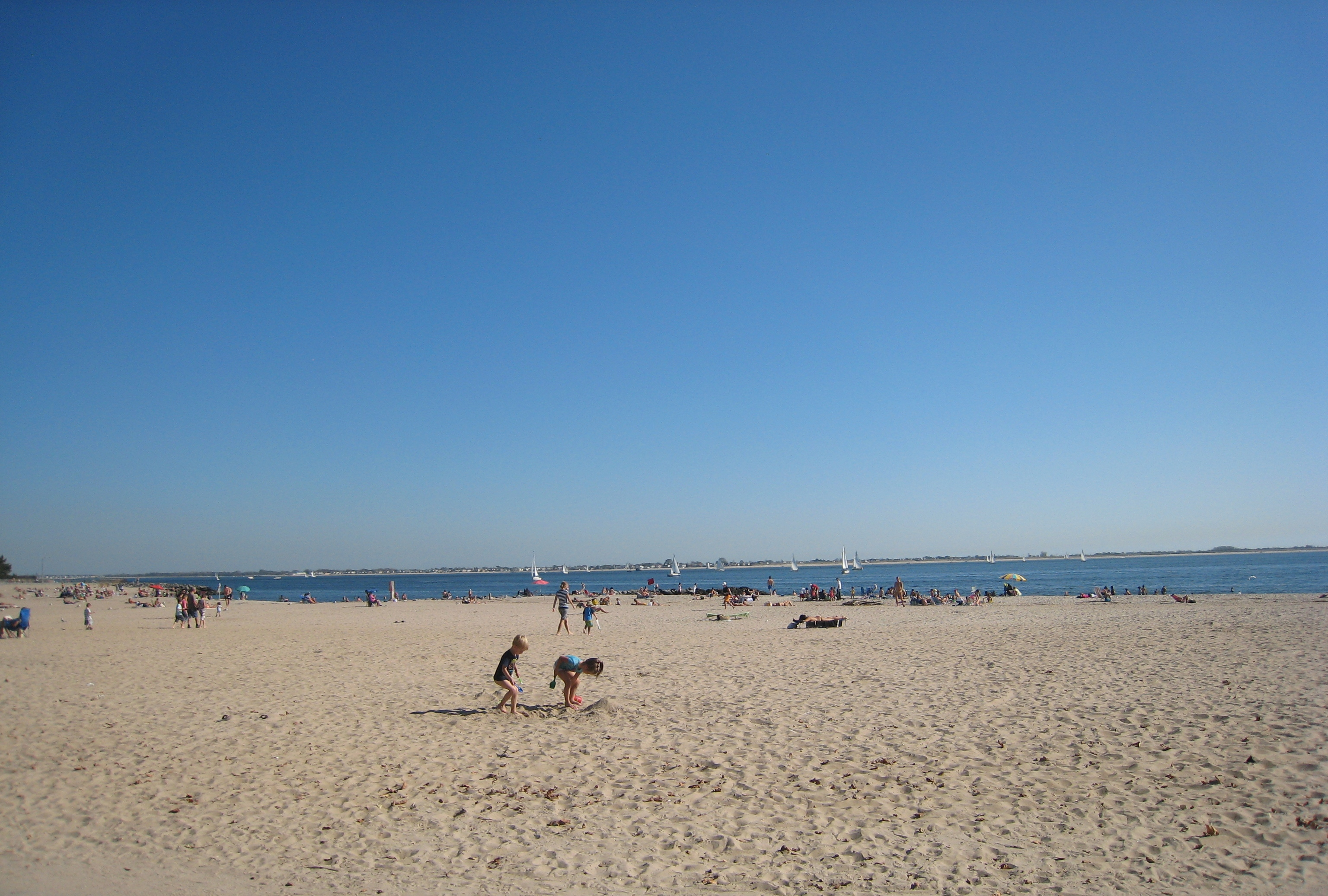
Der Strand Manhattan Beach

Manhattan Beach ist ein Stadtteil im Stadtbezirk (Borough) Brooklyn in New York City, USA. Er liegt auf der Halbinsel Coney Island am Atlantik und wird fast nur von wohlhabenden Weißen bewohnt.
Manhattan Beach hatte laut US Census von 2020 eine Bevölkerungszahl von 6761. Es ist Teil des Brooklyn Community District 15, hat die Postleitzahl 11235 und gehört zum 61. Bezirk des New Yorker Polizeidepartments. Kommunalpolitisch wird Manhattan Beach vom 48. Bezirk des New York City Council (Stadtrat) vertreten.

## Lage
Manhattan Beach befindet sich im Süden von Brooklyn direkt am Atlantischen Ozean und nimmt den äußersten Osten der Halbinsel Coney Island ein. Benachbarte Stadtteile und begrenzende Straßen sind Brighton Beach und Corbin Place im Westen sowie Sheepshead Bay und die Neptune und Emmons Avenue im Norden. Manche sehen auch im Westen die West End Avenue als Grenze an. Der Stadtteil ist umgeben von der fjordähnlichen Bucht Sheepshead Bay im Norden und vom Atlantischen Ozean im Osten und Süden.

## Beschreibung

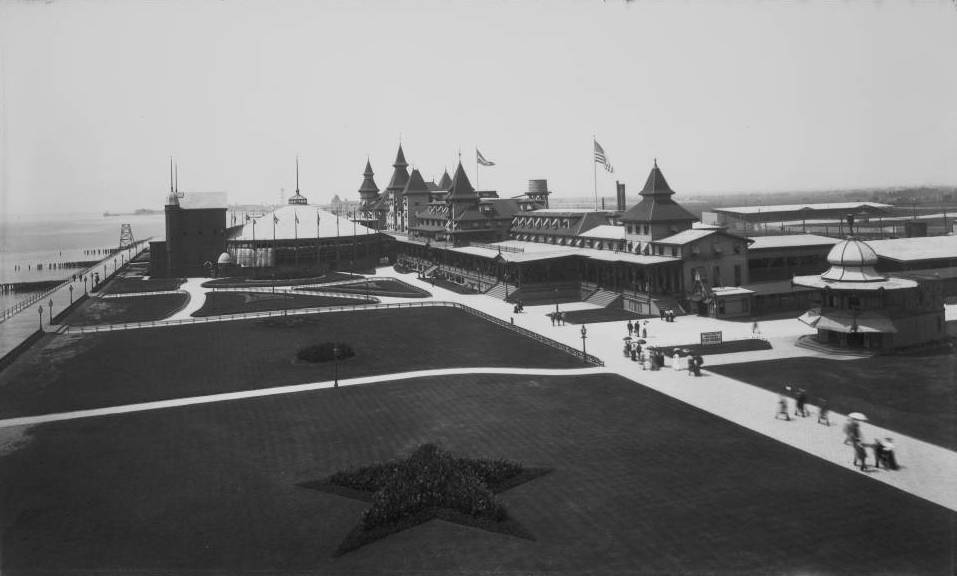
Manhattan Beach Hotel 1905

Manhattan Beach besteht fast nur aus Einfamilien- und Reihenhäusern und besitzt zahlreiche Villen. An der Südküste befindet sich der bekannte Strand „Manhattan Beach“. An diesem wurde Ende des 19. Jahrhunderts das vornehme Resort von Austin Corbin, dem späteren Präsidenten der Long Island Rail Road gegründet. Nach ihm ist die Straße Corbin Place benannt, die die Grenze zwischen Brighton Beach und Manhattan Beach markiert. Corbin ließ 1877 das „Manhattan Beach Hotel“ und 1880 das „Oriental Hotel“ errichten. Während des Zweiten Weltkriegs betrieb die US-Küstenwache eine Ausbildungsstation in Manhattan Beach und von 1954 bis 1959 befand sich hier die „Manhattan Beach Air Force Station“. Nach dem Ende des Hotelbetriebs in den 1950er Jahren ließ das New York City Parks Department auf dem einstigen Hotelgelände ein Wohngebiet und den „Manhattan Beach Park“ errichten.

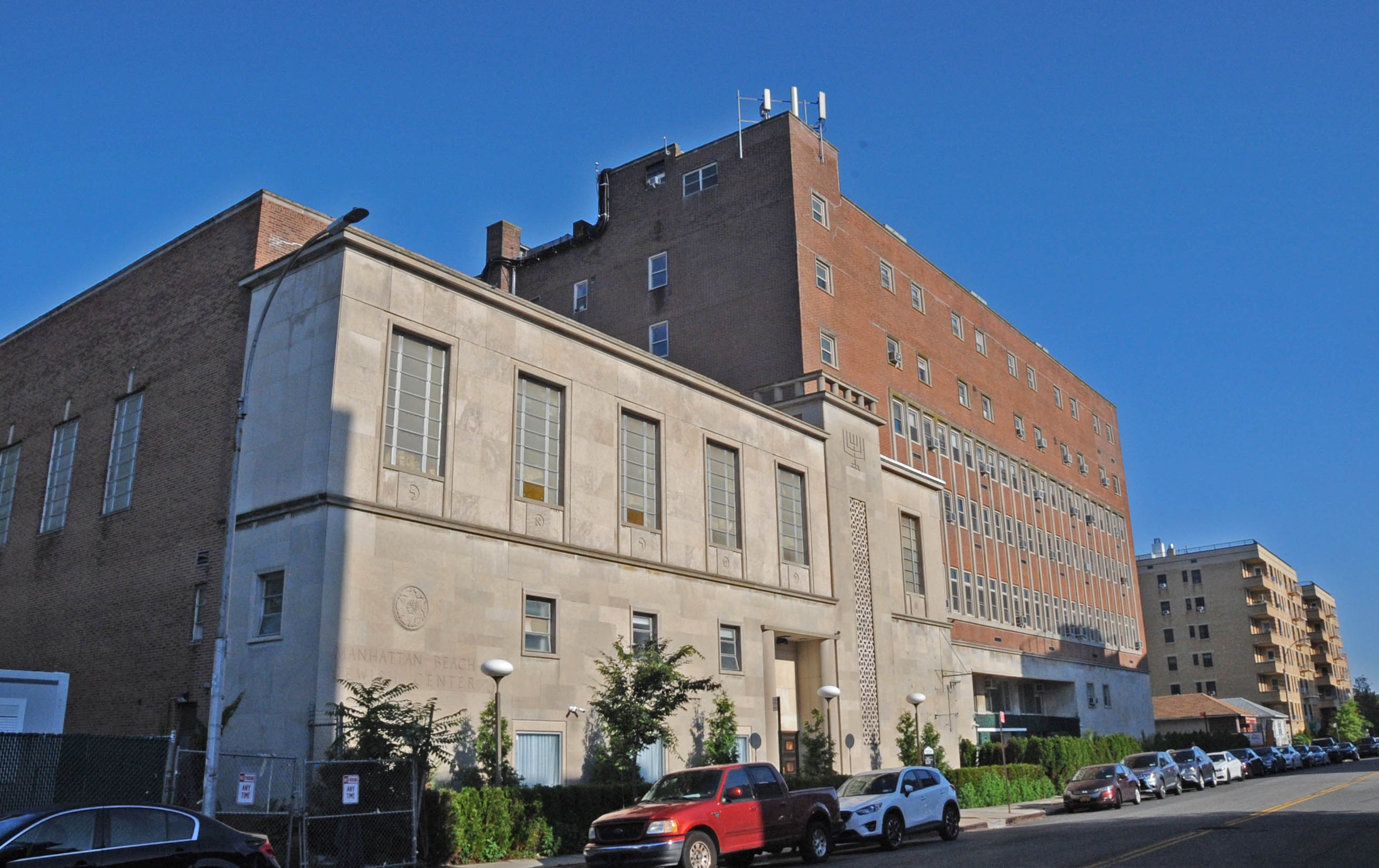
Manhattan Beach Jewish Center

Manhattan Beach ist als italienisches und aschkenasisch-jüdisches geprägtes Wohnviertel bekannt. Es beherbergt auch eine große Gemeinde sephardischer Juden und seit den 1980er Jahren zahlreiche russisch-jüdische Einwanderer. Das im Bauhaus-Stil erbaute „Manhattan Beach Jewish Center“ wurde 2015 in das National Register of Historic Places aufgenommen.

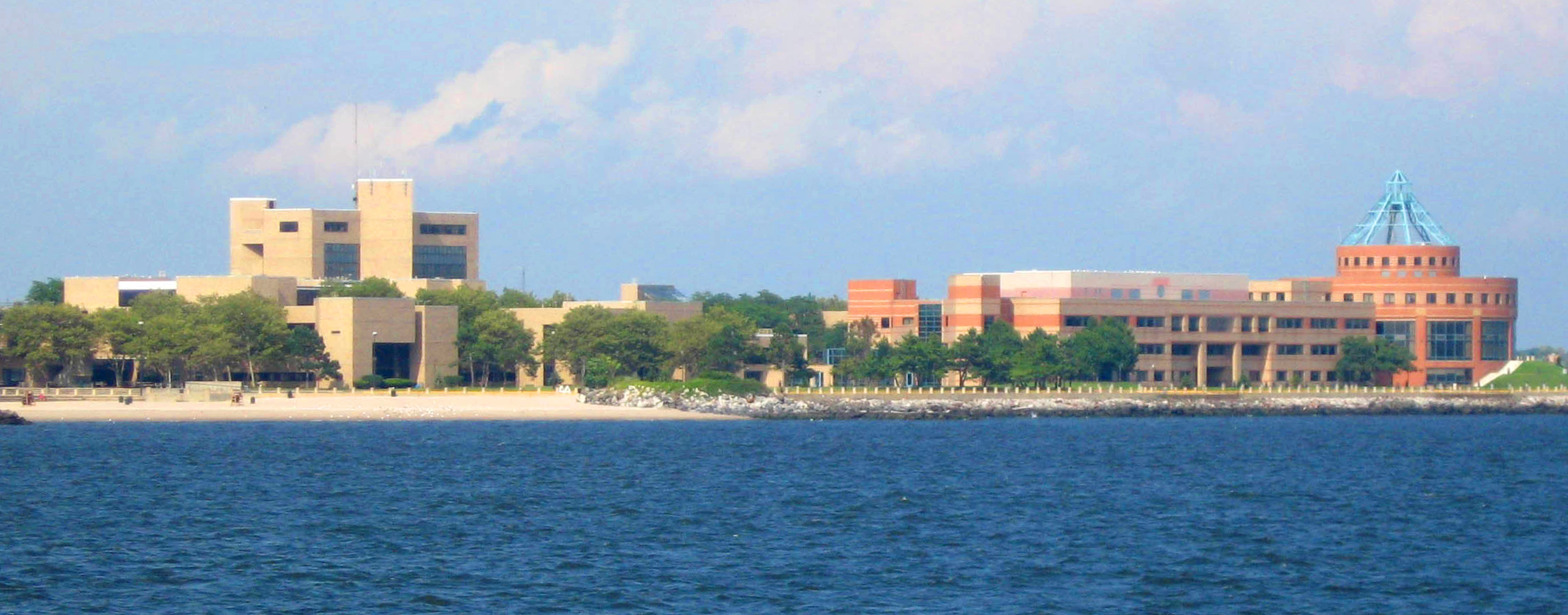
Kingsborough College

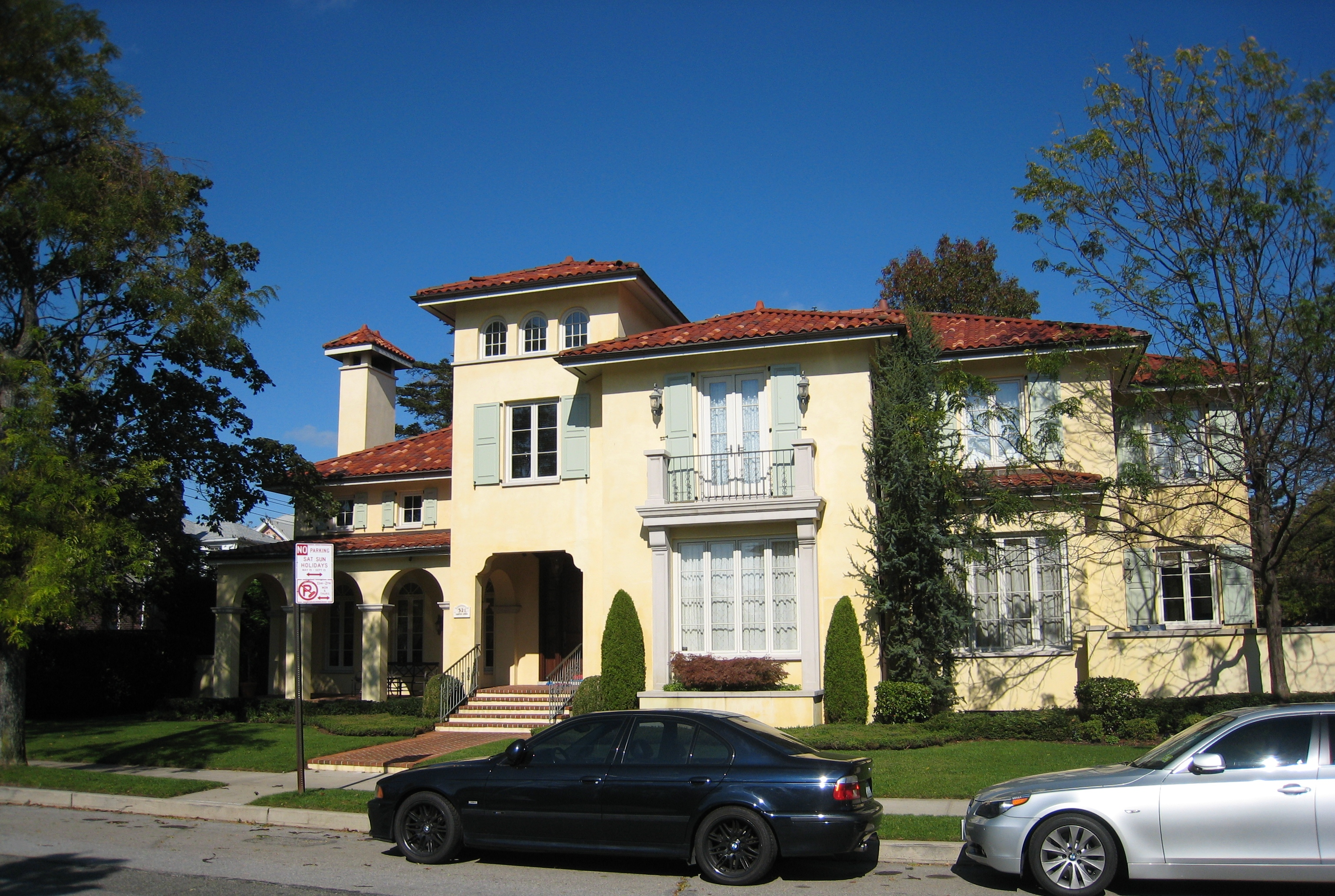
Villa in Manhattan Beach

Am östlichen Ende des Stadtteils befindet sich das 1963 gegründete Kingsborough Community College (KBCC). Es ist Teil des Systems der City University of New York (CUNY) und das einzige Community College in Brooklyn. Bekannte Absolventen sind der Boxer Riddick Bowe, der Ex-Schlagzeuger von Kiss Eric Carr, der Komiker Andrew Dice Clay und der Moderator Sid Rosenberg. Zu den Dozenten gehörten oder gehören David Maslanka, Paul Goldberg, Dan Grimaldi, Frédéric Matys Thursz und Ursula Mamlok.

## Demografie
Im Jahr 2020 hatte das United States Census Bureau die statistischen Zählbezirke (Areas und Tracts) neu konfiguriert. Somit sind die vor 2020 erzielten Daten meist nicht mehr mit den ab 2020 erhobenen Daten vergleichbar, des Weiteren sind die Zählbezirke meist nicht deckungsgleich mit den Stadtteilgrenzen.
Laut Volkszählung von 2020 hatte Manhattan Beach in den genannten Grenzen 6761 Einwohner bei einer Bevölkerungsdichte von 5050 Einwohnern pro km². Es wird überwiegend von Weißen bewohnt, die rund 90 % der Bewohner stellen. Im Stadtteil lebten 6138 (90,8 %) Weiße, 178 (2,6 %) Asiaten, 199 (2,9 %) Hispanics und Latinos, 60 (0,9 %) Afroamerikaner, 56 (0,8 %) aus anderen Ethnien und 130 (1,9 %) aus zwei oder mehr Ethnien.

## Verkehr
Manhattan Beach hat keinen Anschluss an die New York City Subway. Die nächstgelegene U-Bahn-Station befindet sich im benachbarten Brighton Beach. An der dortigen Station Brighton Beach verkehren die Linien  und . Die Abteilung MTA Regional Bus Operations der Metropolitan Transportation Authority (MTA) erschließt des Weiteren den Stadtteil mit den Buslinien B1 und B49, die Haltestellen entlang der Hauptstraße Oriental Boulevard bedienen.